# Битва при Тхангымдэ
Битва при Тхангымдэ (кор. 彈琴臺戰鬪, 탄금대전투, яп. 弾琴台の戦い), в ряде японских и английских источников — Битва при Чхунджу (яп. 忠州の戦い, англ. Battle of Ch'ungju) — сражение между японскими и корейскими войсками на плато Тхангымдэ вблизи корейского города Чхунджу в начале Имдинской войны. Первое масштабное столкновение обеих армий, которое показало превосходство японской тактики, основанной на умелом и широком применении огнестрельного оружия, перед вышколенной корейской конницей. Поражение корейцев в этой битве предопределило судьбу корейской столицы Сеул.

## Предыстория
После поражений корейских войск под Пусаном, Тадэ, Тоннэ и Санджу, сеульский двор отправил на встречу 1-й японской экспедиционной армии под предводительством Кониси Юкинаги элитные армейские части во главе с генералом Син Рипом. Корейский ван и его министры возлагали особые надежды на этого офицера, который отличился многими подвигами и победами в войнах 1580-х годов с северными чжурчжэнями.

## Сражение
Корейское 16-тысячное войско сошлось с японскими силами, числом в 18 тысяч, в окрестностях горного перевала Чорьён (кор. 鳥嶺, 조령, Joryeong). Основной ударной силой корейцев являлась конница, а японцев — аркебузиры и копейщики. Несмотря на наличие выгодных оборонительных позиций, генерал Син Рип решил оставить их и отступил в равнинное плато Тхангымдэ, недалеко от города Чхунджу. Причиной отступления был недостаток пехоты для обороны перевала и желание генерала смести противника на равнине одним мощным ударом кавалерии.
Между тем японский полководец Кониси два дня стоял у подножия Чорьёна, не решаясь атаковать сильные естественные укрепления. Он несколько раз высылал разведчиков в горы, не в силах поверить, что корейцы могли без боя оставить столь выгодные позиции. Наконец японцы перешли перевал и подошли к городу Чхунджу.
8 июня 1592 года силы обоих противников встретились на поле Тхангымдэ. Корейский генерал Син Рип сам отрезал себе путь к отступлению, построив своё войско в одну линию спиной к реке, чтобы ни один корейский солдат не бежал с поля боя, а бился на смерть. В противовес ему японский полководец Кониси разделил свои войска на три подразделения и оставил себе пространство для манёвра.
Бой начали японские аркебузиры центрального подразделения под руководством самого Кониси. В ответ их атаковала корейская конница во главе с Син Рипом. Японцы сделали вид, что отступают, и завели противника в заболоченную местность. Корейские кавалеристы потеряли скорость и были окружены с флангов копейщиками правого и левого подразделений. Завязался ближний бой, в котором японцы прижали вражескую конницу к реке. Во время битвы почти половина корейских воинов погибла. Среди них были и корейские офицеры Пъён Ги, Ким Ёмуль и Ли Чонджан.

## Последствия
Генералы Ли Иль и Син Рип спаслись бегством, однако последний не смог вынести горечи поражения и покончил жизнь самоубийством, бросившись в пропасть. ( По другой версии, он погиб в ходе сражения. )
После сражения победители без особого труда захватили город Чхунджу и двинулись на беззащитный Сеул с юга.